# Copa del Rey de fútbol 2024-25
La Copa del Rey de fútbol 2024-25 (denominada Copa del Rey MAPFRE por motivos de patrocinio) fue la 121.ª edición de la principal competición nacional de fútbol por eliminatorias de España, que comenzó el 9 de octubre de 2024 y finalizó el 26 de abril de 2025, fecha en la que se celebró la final en el Estadio La Cartuja de Sevilla, sede prevista como final del torneo para el intervalo 2020–2025. El torneo fue organizado por la Real Federación Española de Fútbol y en él participaron un total de 125 equipos, todos ellos españoles a excepción del Fútbol Club Andorra, club extranjero excepcionalmente asociado a la RFEF desde 1948. De los equipos participantes, 101 proceden de las cinco divisiones de carácter nacional, 20 acceden desde las principales divisiones de ámbito regional y los cuatro restantes, en calidad de semifinalistas de la Copa Federación. 
El Athletic Club era el defensor del título tras haber conquistado su 24.º título en la temporada anterior pero fue eliminado por el C. A. Osasuna en octavos de final. Los dos equipos finalistas se clasificaron para jugar las semifinales de la Supercopa de España 2026 junto al campeón y el subcampeón de la Primera División de España 2024-25.
A partir de esta edición, con el nuevo presidente de la RFEF, Rafael Louzán, el campeón se lleva el título en propiedad siempre, sin importar cuántos títulos ha ganado antes.

## Formato y distribución
El campeonato se divide en una ronda preliminar, seis rondas clasificatorias y una final en sede neutral. Todas las rondas clasificatorias, a excepción de las semifinales, se juegan a partido único. Los encuentros se juegan en el campo del equipo de menor categoría o en el campo del equipo cuya bola en el sorteo se haya extraído primero, en el caso de que ambos equipos procedan de la misma categoría. En semifinales, esta premisa se aplica al partido de ida, jugándose el partido de vuelta en el campo del equipo contrario. No todos los equipos ingresan a la competición en la misma ronda, distribuyéndose el acceso de los clubes de la siguiente forma:
|                                     | Equipos que entran en esta fase | Equipos que provienen de la fase anterior |
| ----------------------------------- | --- | ----------------------------------------- |
| Ronda preliminar (20 equipos)       | - 20 equipos de las primeras divisiones regionales |                                           |
| Primera eliminatoria (110 equipos)  | - 16 equipos de la Primera División 2024-25 - 21 equipos de la Segunda División 2024-25 - 16 equipos de la Primera Federación 2024-25 - 35 equipos de la Segunda Federación 2024-25 - 8 equipos de la Tercera Federación 2024-25 - 4 equipos semifinalistas de la Copa Federación 2024 | - 10 ganadores de la ronda preliminar     |
| Segunda eliminatoria (56 equipos)   | - 1 equipo ganador de la Primera Federación 2023-24 | - 55 ganadores de la primera eliminatoria |
| Dieciseisavos de final (32 equipos) | - 4 equipos participantes en la Supercopa de España 2025 | - 28 ganadores de la segunda eliminatoria |

## Participantes
Según indica la RFEF, aunque el acceso de los equipos al torneo se da por su clasificación en la temporada previa, para el sorteo de las distintas rondas los clubes se organizan en categorías en función de las divisiones a las que pertenecen en la temporada en curso. En la siguiente tabla se muestra la lista de participantes según la ronda de acceso:
| Dieciseisavos de final             | Dieciseisavos de final            | Dieciseisavos de final              | Dieciseisavos de final                |
| ---------------------------------- | --------------------------------- | ----------------------------------- | ------------------------------------- |
| Athletic Club (CC)                 | R. C. D. Mallorca (2C)            | Real Madrid C. F. (CL)              | F. C. Barcelona (2L)                  |
| Segunda eliminatoria               |                                   |                                     |                                       |
| R. C. Deportivo de La Coruña (C1F) |                                   |                                     |                                       |
| Primera eliminatoria               |                                   |                                     |                                       |
| Atlético de Madrid (1D)            | F. C. Cartagena (2D)              | Unionistas de Salamanca C. F. (1F)  | S. D. Ejea (2F)                       |
| C. A. Osasuna (1D)                 | Granada C. F. (2D)                | Yeclano Deportivo (1F)              | Salamanca C. F. UDS (2F)              |
| C. D. Leganés (1D)                 | Levante U. D. (2D)                | Zamora C. F. (1F)                   | U. B. Conquense (2F)                  |
| Deportivo Alavés (1D)              | Málaga C. F. (2D)                 | Águilas F. C. (2F)                  | U. D. Barbastro (2F)                  |
| Getafe C. F. (1D)                  | Racing Club de Ferrol (2D)        | Bergantiños F. C. (2F)              | U. D. Llanera (2F)                    |
| Girona F. C. (1D)                  | Racing de Santander (2D)          | C. D. Alfaro (2F)                   | U. D. Logroñés (2F)                   |
| R. C. Celta de Vigo (1D)           | Real Oviedo (2D)                  | C. D. Atlético Paso (2F)            | U. D. San Sebastián de los Reyes (2F) |
| R. C. D. Espanyol (1D)             | Real Sporting de Gijón (2D)       | C. D. Coria (2F)                    | U. E. Olot (2F)                       |
| Rayo Vallecano (1D)                | Real Zaragoza (2D)                | C. D. Don Benito (2F)               | U. E. Sant Andreu (2F)                |
| Real Betis Balompié (1D)           | S. D. Eibar (2D)                  | C. D. Estepona (2F)                 | U. M. Escobedo (2F)                   |
| Real Sociedad (1D)                 | S. D. Huesca (2D)                 | C. D. Guijuelo (2F)                 | U. P. Langreo (2F)                    |
| Real Valladolid C. F. (1D)         | U. D. Almería (2D)                | C. D. Ibiza Islas Pitusas (2F)      | Utebo F. C. (2F)                      |
| Sevilla F. C. (1D)                 | A. D. Alcorcón (1F)               | C. D. Laredo (2F)                   | Xerez C. D. (2F)                      |
| U. D. Las Palmas (1D)              | A. D. Ceuta F. C. (1F)            | C. D. Móstoles U. R. J. C. (2F)     | C. D. Ciudad de Lucena (3F)           |
| Valencia C. F. (1D)                | Barakaldo C. F. (1F)              | C. D. Numancia (2F)                 | C. D. Cortes (3F)                     |
| Villarreal C. F. (1D)              | Cultural y Deportiva Leonesa (1F) | C. D. Tudelano (2F)                 | C. D. Cuarte (3F)                     |
| Albacete Balompié (2D)             | F. C. Andorra (1F)                | C. Deportiva Minera (2F)            | C. E. L'Hospitalet (3F)               |
| Burgos C. F. (2D)                  | Gimnàstic de Tarragona (1F)       | C. E. Europa (2F)                   | F. C. Jove Español (3F)               |
| C. D. Castellón (2D)               | Gimnástica Segoviana (1F)         | C. F. Badalona Futur (2F)           | Real Jaén C. F. (3F)                  |
| C. D. Eldense (2D)                 | Hércules C. F. (1F)               | C. P. Cacereño (2F)                 | S. D. Beasáin (3F)                    |
| C. D. Mirandés (2D)                | Marbella F. C. (1F)               | Juventud de Torremolinos C. F. (2F) | U. D. Lanzarote (3F)                  |
| C. D. Tenerife (2D)                | Ourense C. F. (1F)                | Lleida C. F. (2F)                   | C. D. Extremadura (CF)                |
| Cádiz C. F. (2D)                   | S. D. Amorebieta (1F)             | Orihuela C. F. (2F)                 | Las Rozas C. F. (CF)                  |
| Córdoba C. F. (2D)                 | S. D. Ponferradina (1F)           | Pontevedra C. F. (2F)               | S. D. Compostela (CF)                 |
| Elche C. F. (2D)                   | U. D. Ibiza (1F)                  | Real Ávila C. F. (2F)               | U. D. Poblense (CF)                   |
| Ronda preliminar                   |                                   |                                     |                                       |
| Astur C. F. (DR)                   | C. D. Promesas E. D. F. (DR)      | Chiclana C. F. (DR)                 | San Tirso S. D. (DR)                  |
| C. D. Aurrerá de Vitoria (DR)      | C. D. Sonseca (DR)                | E. F. Dolorense (DR)                | Selaya F. C. (DR)                     |
| C. D. Baztán (DR)                  | C. D. Villamuriel (DR)            | Manises C. F. (DR)                  | U. D. Playas de Sotavento (DR)        |
| C. D. Ceuta 6 de Junio (DR)        | C. F. Sporting de Mahón (DR)      | Melilla C. D. (DR)                  | U. D. San Pedro (DR)                  |
| C. D. Gévora (DR)                  | C. P. Parla Escuela (DR)          | Ontiñena C. F. (DR)                 | U. E. Vic (DR)                        |

Leyenda
| CC: Campeón de Copa 2C: Subcampeón de Copa. CL: Campeón de Liga. 2L: Subcampeón de Liga. C1F: Campeón Primera Federación. 1D: Primera División. | 2D: Segunda División. 1F: Primera Federación. 2F: Segunda Federación. 3F: Tercera Federación. CF: Copa Federación. DR: División Regional. |

## Ronda preliminar
Participaron en esta ronda, emparejados bajo criterios de proximidad geográfica, los 20 equipos procedentes de las divisiones regionales, cada uno de ellos clasificado desde una de las diecinueve federaciones territoriales más un representante adicional por Andalucía. Se jugaron un total de 10 eliminatorias. Los ganadores se clasificaron para la primera ronda eliminatoria. El sorteo se realizó el 16 de septiembre de 2024.
| Local             | Resultado    | Visitante                 |
| ----------------- | ------------ | ------------------------- |
| San Tirso S. D.   | 1–1 (5:3 p.) | Selaya F. C.              |
| C. D. Sonseca     | 0–1 (t. s.)  | C. P. Parla Escuela       |
| Astur C. F.       | 2–0          | C. D. Promesas E. D. F.   |
| C. D. Baztán      | 1–1 (2:4 p.) | Ontiñena C. F.            |
| U. D. San Pedro   | 4–2          | C. D. Ceuta 6 de Junio    |
| C. D. Villamuriel | 1–0          | C. D. Aurrerá de Vitoria  |
| E. F. Dolorense   | 1–3          | Manises C. F.             |
| C. D. Gévora      | 1–1 (2:1 p.) | U. D. Playas de Sotavento |
| U. E. Vic         | 4–0          | C. F. Sporting de Mahón   |
| Chiclana C. F.    | 4–0          | Melilla C. D.             |

## Primera ronda
Participaron en esta ronda un total de 110 equipos, de los cuales 100 proceden de las cinco divisiones nacionales y los 10 restantes de la ronda preliminar. El sorteo tuvo lugar el 10 de octubre de 2024. Se jugaron un total de 55 eliminatorias a partido único entre a partir del 29 de octubre. Quedaron exentos en esta primera eliminatoria el Real Madrid C. F., el Athletic Club, el F. C. Barcelona y el R. C. D. Mallorca, debido a su condición de participantes en la Supercopa de España, así como el R. C. Deportivo de la Coruña, por haber sido el equipo campeón de la Primera Federación 2023-24. Los ganadores se clasificaron para la segunda ronda eliminatoria.
| Local                            | Resultado    | Visitante                     |
| -------------------------------- | ------------ | ----------------------------- |
| S. D. Compostela                 | 0–1          | Deportivo Alavés              |
| C. D. Villamuriel                | 0–5          | Rayo Vallecano                |
| C. D. Guijuelo                   | 1–2          | Ourense C. F.                 |
| Astur C. F.                      | 1–4          | Real Valladolid C. F.         |
| C. E. L'Hospitalet               | 1–5          | Real Zaragoza                 |
| U. D. Lanzarote                  | 3–4          | Racing de Santander           |
| U. D. Poblense                   | 1–6          | Villarreal C. F.              |
| Real Jaén C. F.                  | 0–3          | Cádiz C. F.                   |
| C. E. Europa                     | 2–1          | Albacete Balompié             |
| C. D. Ciudad de Lucena           | 1–2          | C. D. Leganés                 |
| C. D. Ibiza Islas Pitiusas       | 1–2          | Gimnàstic de Tarragona        |
| Las Rozas C. F.                  | 0–3          | Sevilla F. C.                 |
| U. E. Olot                       | 1–1 (4:3 p.) | Córdoba C. F.                 |
| S. D. Beasáin                    | 0–1          | F. C. Cartagena               |
| Bergantiños F. C.                | 1–2          | Marbella F. C.                |
| U. P. Langreo                    | 1–2 (t. s.)  | Orihuela C. F.                |
| C. D. Móstoles U. R. J. C.       | 2–5          | Burgos C. F.                  |
| C. F. Badalona Futur             | 0–2          | S. D. Huesca                  |
| C. D. Cortes                     | 0–2          | Granada C. F.                 |
| U. M. Escobedo                   | 0–0 (4:5 p.) | S. D. Ponferradina            |
| Juventud de Torremolinos C. F.   | 1–2          | Zamora C. F.                  |
| C. D. Laredo                     | 0–6          | Yeclano Deportivo             |
| Lleida C. F.                     | 1–3          | Barakaldo C. F.               |
| C. D. Numancia                   | 0–1          | Real Sporting de Gijón        |
| Salamanca C. F. UDS              | 1–0          | A. D. Alcorcón                |
| U. E. Sant Andreu                | 2–1          | C. D. Mirandés                |
| U. D. Logroñés                   | 1–0 (t. s.)  | S. D. Eibar                   |
| Utebo F. C.                      | 0–4          | Unionistas de Salamanca C. F. |
| C. P. Cacereño                   | 2–1 (t. s.)  | Gimnástica Segoviana          |
| U. B. Conquense                  | 1–0          | U. D. Ibiza                   |
| C. D. Coria                      | 0–3          | Elche C. F.                   |
| C. D. Extremadura                | 0–4          | Girona F. C.                  |
| U. D. San Sebastián de los Reyes | 1–2          | U. D. Almería                 |
| U. D. San Pedro                  | 1–5          | R. C. Celta de Vigo           |
| Águilas F. C.                    | 0–1          | C. D. Castellón               |
| C. D. Atlético Paso              | 0–1          | C. D. Eldense                 |
| U. D. Barbastro                  | 4–0          | S. D. Amorebieta              |
| San Tirso S. D.                  | 0–4          | R. C. D. Espanyol             |
| U. E. Vic                        | 0–2          | Atlético de Madrid            |
| Real Ávila C. F.                 | 0–0 (3:0 p.) | Real Oviedo                   |
| C. D. Tudelano                   | 0–5          | C. Deportiva Minera           |
| C. D. Don Benito                 | 1–2          | F. C. Andorra                 |
| C. D. Alfaro                     | 0–2 (t. s.)  | C. D. Tenerife                |
| C. D. Cuarte                     | 1–3          | Racing Club de Ferrol         |
| C. D. Estepona                   | 3–2 (t. s.)  | Málaga C. F.                  |
| C. D. Gévora                     | 1–6          | Real Betis Balompié           |
| U. D. Llanera                    | 0–2 (t. s.)  | Cultural y Deportiva Leonesa  |
| Ontiñena C. F.                   | 0–7          | U. D. Las Palmas              |
| Chiclana C. F.                   | 0–5          | C. A. Osasuna                 |
| Xerez C. D.                      | 0–1          | A. D. Ceuta F. C.             |
| S. D. Ejea                       | 1–0          | Hércules C. F.                |
| Pontevedra C. F.                 | 4–1          | Levante U. D.                 |
| F. C. Jove Español               | 0–5          | Real Sociedad                 |
| C. P. Parla Escuela              | 0–1          | Valencia C. F.                |
| Manises C. F.                    | 0–3          | Getafe C. F.                  |

## Segunda ronda
Participaron en esta ronda un total de 56 equipos, de los cuales 55 procedieron de la primera eliminatoria y uno, el R. C. Deportivo de La Coruña, debutó en esta ronda por ser el equipo campeón de la Primera Federación 2023-24. El sorteo tuvo lugar el 27 de noviembre de 2024. Se jugaron un total de 28 eliminatorias a partido único entre los días 3 y 5 de diciembre de 2024. Continuaron exentos en esta segunda eliminatoria el Real Madrid C. F., el Athletic Club, el F. C. Barcelona y el R. C. D. Mallorca, debido a su condición de participantes en la Supercopa de España. Los ganadores se clasificaron para la ronda de dieciseisavos de final.
| Local                         | Resultado    | Visitante                    |
| ----------------------------- | ------------ | ---------------------------- |
| Real Ávila C. F.              | 2–4 (t. s.)  | Real Valladolid C. F.        |
| Yeclano Deportivo             | 0–1          | Elche C. F.                  |
| U. D. Barbastro               | 2–0          | R. C. D. Espanyol            |
| Salamanca C. F. UDS           | 0–7          | R. C. Celta de Vigo          |
| Real Zaragoza                 | 2–2 (4:5 p.) | Granada C. F.                |
| C. E. Europa                  | 1–2          | U. D. Las Palmas             |
| U. E. Sant Andreu             | 1–3          | Real Betis Balompié          |
| Unionistas de Salamanca C. F. | 2–3          | Rayo Vallecano               |
| Gimnàstic de Tarragona        | 0–1          | S. D. Huesca                 |
| Ourense C. F.                 | 1–0          | R. C. Deportivo de la Coruña |
| Cultural y Deportiva Leonesa  | 1–2          | U. D. Almería                |
| Cádiz C. F.                   | 0–1          | C. D. Eldense                |
| Racing de Santander           | 1–0          | Real Sporting de Gijón       |
| Zamora C. F.                  | 0–0 (1:3 p.) | C. D. Tenerife               |
| U. D. Logroñés                | 0–0 (4:3 p.) | Girona F. C.                 |
| Pontevedra C. F.              | 1–0          | Villarreal C. F.             |
| C. D. Estepona                | 2–2 (4:5 p.) | C. D. Leganés                |
| S. D. Ejea                    | 1–3          | Valencia C. F.               |
| C. P. Cacereño                | 1–3          | Atlético de Madrid           |
| A. D. Ceuta F. C.             | 2–3          | C. A. Osasuna                |
| Orihuela C. F.                | 0–0 (0:3 p.) | Getafe C. F.                 |
| Barakaldo C. F.               | 1–2          | Racing Club de Ferrol        |
| F. C. Andorra                 | 0–1          | F. C. Cartagena              |
| Marbella F. C.                | 1–0          | Burgos C. F.                 |
| S. D. Ponferradina            | 1–1 (4:3 p.) | C. D. Castellón              |
| U. E. Olot                    | 1–3          | Sevilla F. C.                |
| U. B. Conquense               | 0–1 (t. s.)  | Real Sociedad                |
| C. Deportiva Minera           | 2–2 (4:2 p.) | Deportivo Alavés             |

## Cuadro final
|  | Dieciseisavos de final          | Dieciseisavos de final          |                           |                           | Octavos de final             | Octavos de final             |  |                    | Cuartos de final            | Cuartos de final            |  |                 | Semifinales                                                      | Semifinales                                                      | Semifinales                                                      | Semifinales                                                      |  |                         | Final                                           | Final                                           |  |
|  | 3, 4, 5, 6 y 7 de enero de 2025 | 3, 4, 5, 6 y 7 de enero de 2025 |                           |                           | 14, 15 y 16 de enero de 2025 | 14, 15 y 16 de enero de 2025 |  |                    | 4, 5 y 6 de febrero de 2025 | 4, 5 y 6 de febrero de 2025 |  |                 | 25 y 26 de febrero de 2025 (ida) 1 y 2 de abril de 2025 (vuelta) | 25 y 26 de febrero de 2025 (ida) 1 y 2 de abril de 2025 (vuelta) | 25 y 26 de febrero de 2025 (ida) 1 y 2 de abril de 2025 (vuelta) | 25 y 26 de febrero de 2025 (ida) 1 y 2 de abril de 2025 (vuelta) |  |                         | 26 de abril de 2025 Estadio La Cartuja, Sevilla | 26 de abril de 2025 Estadio La Cartuja, Sevilla |  |
|  |                                 |                                 |                           |                           |                              |                              |  |                    |                             |                             |  |                 |                                                                  |                                                                  |                                                                  |                                                                  |  |                         |                                                 |                                                 |  |
|  |                                 |                                 |                           |                           |                              |                              |  |                    |                             |                             |  |                 |                                                                  |                                                                  |                                                                  |                                                                  |  |                         |                                                 |                                                 |  |
|  | Ourense C. F.                   | 3                               |                           |                           |                              |                              |  |                    |                             |                             |  |                 |                                                                  |                                                                  |                                                                  |                                                                  |  |                         |                                                 |                                                 |  |
|  | Ourense C. F.                   | 3                               |                           |                           |                              |                              |  |                    |                             |                             |  |                 |                                                                  |                                                                  |                                                                  |                                                                  |  |                         |                                                 |                                                 |  |
|  | Real Valladolid C. F.           | 2                               |                           |                           |                              |                              |  |                    |                             |                             |  |                 |                                                                  |                                                                  |                                                                  |                                                                  |  |                         |                                                 |                                                 |  |
|  | Real Valladolid C. F.           | 2                               |                           | Ourense C. F.             | 0                            |                              |  |                    |                             |                             |  |                 |                                                                  |                                                                  |                                                                  |                                                                  |  |                         |                                                 |                                                 |  |
|  |                                 |                                 |                           | Ourense C. F.             | 0                            |                              |  |                    |                             |                             |  |                 |                                                                  |                                                                  |                                                                  |                                                                  |  |                         |                                                 |                                                 |  |
|  |                                 |                                 | Valencia C. F.            | 2                         |                              |                              |  |                    |                             |                             |  |                 |                                                                  |                                                                  |                                                                  |                                                                  |  |                         |                                                 |                                                 |  |
|  | C. D. Eldense                   | 0                               | Valencia C. F.            | 2                         |                              |                              |  |                    |                             |                             |  |                 |                                                                  |                                                                  |                                                                  |                                                                  |  |                         |                                                 |                                                 |  |
|  | C. D. Eldense                   | 0                               |                           |                           |                              |                              |  |                    |                             |                             |  |                 |                                                                  |                                                                  |                                                                  |                                                                  |  |                         |                                                 |                                                 |  |
|  | Valencia C. F.                  | 2                               |                           |                           |                              |                              |  |                    |                             |                             |  |                 |                                                                  |                                                                  |                                                                  |                                                                  |  |                         |                                                 |                                                 |  |
|  | Valencia C. F.                  | 2                               |                           |                           |                              |                              |  | Valencia C. F.     | 0                           |                             |  |                 |                                                                  |                                                                  |                                                                  |                                                                  |  |                         |                                                 |                                                 |  |
|  |                                 |                                 |                           |                           |                              |                              |  | Valencia C. F.     | 0                           |                             |  |                 |                                                                  |                                                                  |                                                                  |                                                                  |  |                         |                                                 |                                                 |  |
|  |                                 |                                 | F. C. Barcelona           | 5                         |                              |                              |  |                    |                             |                             |  |                 |                                                                  |                                                                  |                                                                  |                                                                  |  |                         |                                                 |                                                 |  |
|  | U. D. Barbastro                 | 0                               | F. C. Barcelona           | 5                         |                              |                              |  |                    |                             |                             |  |                 |                                                                  |                                                                  |                                                                  |                                                                  |  |                         |                                                 |                                                 |  |
|  | U. D. Barbastro                 | 0                               |                           |                           |                              |                              |  |                    |                             |                             |  |                 |                                                                  |                                                                  |                                                                  |                                                                  |  |                         |                                                 |                                                 |  |
|  | F. C. Barcelona                 | 4                               |                           |                           |                              |                              |  |                    |                             |                             |  |                 |                                                                  |                                                                  |                                                                  |                                                                  |  |                         |                                                 |                                                 |  |
|  | F. C. Barcelona                 | 4                               |                           | F. C. Barcelona           | 5                            |                              |  |                    |                             |                             |  |                 |                                                                  |                                                                  |                                                                  |                                                                  |  |                         |                                                 |                                                 |  |
|  |                                 |                                 |                           | F. C. Barcelona           | 5                            |                              |  |                    |                             |                             |  |                 |                                                                  |                                                                  |                                                                  |                                                                  |  |                         |                                                 |                                                 |  |
|  |                                 |                                 | Real Betis Balompié       | 1                         |                              |                              |  |                    |                             |                             |  |                 |                                                                  |                                                                  |                                                                  |                                                                  |  |                         |                                                 |                                                 |  |
|  | S. D. Huesca                    | 0                               | Real Betis Balompié       | 1                         |                              |                              |  |                    |                             |                             |  |                 |                                                                  |                                                                  |                                                                  |                                                                  |  |                         |                                                 |                                                 |  |
|  | S. D. Huesca                    | 0                               |                           |                           |                              |                              |  |                    |                             |                             |  |                 |                                                                  |                                                                  |                                                                  |                                                                  |  |                         |                                                 |                                                 |  |
|  | Real Betis Balompié             | 1                               |                           |                           |                              |                              |  |                    |                             |                             |  |                 |                                                                  |                                                                  |                                                                  |                                                                  |  |                         |                                                 |                                                 |  |
|  | Real Betis Balompié             | 1                               |                           |                           |                              |                              |  |                    |                             |                             |  | F. C. Barcelona | 4                                                                | 1                                                                | 5                                                                |                                                                  |  |                         |                                                 |                                                 |  |
|  |                                 |                                 |                           |                           |                              |                              |  |                    |                             |                             |  | F. C. Barcelona | 4                                                                | 1                                                                | 5                                                                |                                                                  |  |                         |                                                 |                                                 |  |
|  |                                 |                                 | Atlético de Madrid        | 4                         | 0                            | 4                            |  |                    |                             |                             |  |                 |                                                                  |                                                                  |                                                                  |                                                                  |  |                         |                                                 |                                                 |  |
|  | Elche C. F.                     | 4                               | Atlético de Madrid        | 4                         | 0                            | 4                            |  |                    |                             |                             |  |                 |                                                                  |                                                                  |                                                                  |                                                                  |  |                         |                                                 |                                                 |  |
|  | Elche C. F.                     | 4                               |                           |                           |                              |                              |  |                    |                             |                             |  |                 |                                                                  |                                                                  |                                                                  |                                                                  |  |                         |                                                 |                                                 |  |
|  | U. D. Las Palmas                | 0                               |                           |                           |                              |                              |  |                    |                             |                             |  |                 |                                                                  |                                                                  |                                                                  |                                                                  |  |                         |                                                 |                                                 |  |
|  | U. D. Las Palmas                | 0                               |                           | Elche C. F.               | 0                            |                              |  |                    |                             |                             |  |                 |                                                                  |                                                                  |                                                                  |                                                                  |  |                         |                                                 |                                                 |  |
|  |                                 |                                 |                           | Elche C. F.               | 0                            |                              |  |                    |                             |                             |  |                 |                                                                  |                                                                  |                                                                  |                                                                  |  |                         |                                                 |                                                 |  |
|  |                                 |                                 | Atlético de Madrid        | 4                         |                              |                              |  |                    |                             |                             |  |                 |                                                                  |                                                                  |                                                                  |                                                                  |  |                         |                                                 |                                                 |  |
|  | Marbella F. C.                  | 0                               | Atlético de Madrid        | 4                         |                              |                              |  |                    |                             |                             |  |                 |                                                                  |                                                                  |                                                                  |                                                                  |  |                         |                                                 |                                                 |  |
|  | Marbella F. C.                  | 0                               |                           |                           |                              |                              |  |                    |                             |                             |  |                 |                                                                  |                                                                  |                                                                  |                                                                  |  |                         |                                                 |                                                 |  |
|  | Atlético de Madrid              | 1                               |                           |                           |                              |                              |  |                    |                             |                             |  |                 |                                                                  |                                                                  |                                                                  |                                                                  |  |                         |                                                 |                                                 |  |
|  | Atlético de Madrid              | 1                               |                           |                           |                              |                              |  | Atlético de Madrid | 5                           |                             |  |                 |                                                                  |                                                                  |                                                                  |                                                                  |  |                         |                                                 |                                                 |  |
|  |                                 |                                 |                           |                           |                              |                              |  | Atlético de Madrid | 5                           |                             |  |                 |                                                                  |                                                                  |                                                                  |                                                                  |  |                         |                                                 |                                                 |  |
|  |                                 |                                 | Getafe C. F.              | 0                         |                              |                              |  |                    |                             |                             |  |                 |                                                                  |                                                                  |                                                                  |                                                                  |  |                         |                                                 |                                                 |  |
|  | Pontevedra C. F.                | 3                               | Getafe C. F.              | 0                         |                              |                              |  |                    |                             |                             |  |                 |                                                                  |                                                                  |                                                                  |                                                                  |  |                         |                                                 |                                                 |  |
|  | Pontevedra C. F.                | 3                               |                           |                           |                              |                              |  |                    |                             |                             |  |                 |                                                                  |                                                                  |                                                                  |                                                                  |  |                         |                                                 |                                                 |  |
|  | R. C. D. Mallorca               | 0                               |                           |                           |                              |                              |  |                    |                             |                             |  |                 |                                                                  |                                                                  |                                                                  |                                                                  |  |                         |                                                 |                                                 |  |
|  | R. C. D. Mallorca               | 0                               |                           | Pontevedra C. F.          | 0                            |                              |  |                    |                             |                             |  |                 |                                                                  |                                                                  |                                                                  |                                                                  |  |                         |                                                 |                                                 |  |
|  |                                 |                                 |                           | Pontevedra C. F.          | 0                            |                              |  |                    |                             |                             |  |                 |                                                                  |                                                                  |                                                                  |                                                                  |  |                         |                                                 |                                                 |  |
|  |                                 |                                 | Getafe C. F.              | 1                         |                              |                              |  |                    |                             |                             |  |                 |                                                                  |                                                                  |                                                                  |                                                                  |  |                         |                                                 |                                                 |  |
|  | Granada C. F.                   | 0                               | Getafe C. F.              | 1                         |                              |                              |  |                    |                             |                             |  |                 |                                                                  |                                                                  |                                                                  |                                                                  |  |                         |                                                 |                                                 |  |
|  | Granada C. F.                   | 0                               |                           |                           |                              |                              |  |                    |                             |                             |  |                 |                                                                  |                                                                  |                                                                  |                                                                  |  |                         |                                                 |                                                 |  |
|  | Getafe C. F. (t. s.)            | 1                               |                           |                           |                              |                              |  |                    |                             |                             |  |                 |                                                                  |                                                                  |                                                                  |                                                                  |  |                         |                                                 |                                                 |  |
|  | Getafe C. F. (t. s.)            | 1                               |                           |                           |                              |                              |  |                    |                             |                             |  |                 |                                                                  |                                                                  |                                                                  |                                                                  |  | F. C. Barcelona (t. s.) | 3                                               |                                                 |  |
|  |                                 |                                 |                           |                           |                              |                              |  |                    |                             |                             |  |                 |                                                                  |                                                                  |                                                                  |                                                                  |  | F. C. Barcelona (t. s.) | 3                                               |                                                 |  |
|  |                                 |                                 | Real Madrid C. F.         | 2                         |                              |                              |  |                    |                             |                             |  |                 |                                                                  |                                                                  |                                                                  |                                                                  |  |                         |                                                 |                                                 |  |
|  | S. D. Ponferradina              | 0                               | Real Madrid C. F.         | 2                         |                              |                              |  |                    |                             |                             |  |                 |                                                                  |                                                                  |                                                                  |                                                                  |  |                         |                                                 |                                                 |  |
|  | S. D. Ponferradina              | 0                               |                           |                           |                              |                              |  |                    |                             |                             |  |                 |                                                                  |                                                                  |                                                                  |                                                                  |  |                         |                                                 |                                                 |  |
|  | Real Sociedad                   | 2                               |                           |                           |                              |                              |  |                    |                             |                             |  |                 |                                                                  |                                                                  |                                                                  |                                                                  |  |                         |                                                 |                                                 |  |
|  | Real Sociedad                   | 2                               |                           | Real Sociedad             | 3                            |                              |  |                    |                             |                             |  |                 |                                                                  |                                                                  |                                                                  |                                                                  |  |                         |                                                 |                                                 |  |
|  |                                 |                                 |                           | Real Sociedad             | 3                            |                              |  |                    |                             |                             |  |                 |                                                                  |                                                                  |                                                                  |                                                                  |  |                         |                                                 |                                                 |  |
|  |                                 |                                 | Rayo Vallecano            | 1                         |                              |                              |  |                    |                             |                             |  |                 |                                                                  |                                                                  |                                                                  |                                                                  |  |                         |                                                 |                                                 |  |
|  | Racing Club de Ferrol           | 1                               | Rayo Vallecano            | 1                         |                              |                              |  |                    |                             |                             |  |                 |                                                                  |                                                                  |                                                                  |                                                                  |  |                         |                                                 |                                                 |  |
|  | Racing Club de Ferrol           | 1                               |                           |                           |                              |                              |  |                    |                             |                             |  |                 |                                                                  |                                                                  |                                                                  |                                                                  |  |                         |                                                 |                                                 |  |
|  | Rayo Vallecano                  | 3                               |                           |                           |                              |                              |  |                    |                             |                             |  |                 |                                                                  |                                                                  |                                                                  |                                                                  |  |                         |                                                 |                                                 |  |
|  | Rayo Vallecano                  | 3                               |                           |                           |                              |                              |  | Real Sociedad      | 2                           |                             |  |                 |                                                                  |                                                                  |                                                                  |                                                                  |  |                         |                                                 |                                                 |  |
|  |                                 |                                 |                           |                           |                              |                              |  | Real Sociedad      | 2                           |                             |  |                 |                                                                  |                                                                  |                                                                  |                                                                  |  |                         |                                                 |                                                 |  |
|  |                                 |                                 | C. A. Osasuna             | 0                         |                              |                              |  |                    |                             |                             |  |                 |                                                                  |                                                                  |                                                                  |                                                                  |  |                         |                                                 |                                                 |  |
|  | U. D. Logroñés                  | 0 (3)                           | C. A. Osasuna             | 0                         |                              |                              |  |                    |                             |                             |  |                 |                                                                  |                                                                  |                                                                  |                                                                  |  |                         |                                                 |                                                 |  |
|  | U. D. Logroñés                  | 0 (3)                           |                           |                           |                              |                              |  |                    |                             |                             |  |                 |                                                                  |                                                                  |                                                                  |                                                                  |  |                         |                                                 |                                                 |  |
|  | Athletic Club                   | 0 (4)                           |                           |                           |                              |                              |  |                    |                             |                             |  |                 |                                                                  |                                                                  |                                                                  |                                                                  |  |                         |                                                 |                                                 |  |
|  | Athletic Club                   | 0 (4)                           |                           | Athletic Club             | 2                            |                              |  |                    |                             |                             |  |                 |                                                                  |                                                                  |                                                                  |                                                                  |  |                         |                                                 |                                                 |  |
|  |                                 |                                 |                           | Athletic Club             | 2                            |                              |  |                    |                             |                             |  |                 |                                                                  |                                                                  |                                                                  |                                                                  |  |                         |                                                 |                                                 |  |
|  |                                 |                                 | C. A. Osasuna             | 3                         |                              |                              |  |                    |                             |                             |  |                 |                                                                  |                                                                  |                                                                  |                                                                  |  |                         |                                                 |                                                 |  |
|  | C. D. Tenerife                  | 1                               | C. A. Osasuna             | 3                         |                              |                              |  |                    |                             |                             |  |                 |                                                                  |                                                                  |                                                                  |                                                                  |  |                         |                                                 |                                                 |  |
|  | C. D. Tenerife                  | 1                               |                           |                           |                              |                              |  |                    |                             |                             |  |                 |                                                                  |                                                                  |                                                                  |                                                                  |  |                         |                                                 |                                                 |  |
|  | C. A. Osasuna                   | 2                               |                           |                           |                              |                              |  |                    |                             |                             |  |                 |                                                                  |                                                                  |                                                                  |                                                                  |  |                         |                                                 |                                                 |  |
|  | C. A. Osasuna                   | 2                               |                           |                           |                              |                              |  |                    |                             |                             |  | Real Sociedad   | 0                                                                | 4                                                                | 4                                                                |                                                                  |  |                         |                                                 |                                                 |  |
|  |                                 |                                 |                           |                           |                              |                              |  |                    |                             |                             |  | Real Sociedad   | 0                                                                | 4                                                                | 4                                                                |                                                                  |  |                         |                                                 |                                                 |  |
|  |                                 |                                 | Real Madrid C. F. (t. s.) | 1                         | 4                            | 5                            |  |                    |                             |                             |  |                 |                                                                  |                                                                  |                                                                  |                                                                  |  |                         |                                                 |                                                 |  |
|  | U. D. Almería                   | 4                               | Real Madrid C. F. (t. s.) | 1                         | 4                            | 5                            |  |                    |                             |                             |  |                 |                                                                  |                                                                  |                                                                  |                                                                  |  |                         |                                                 |                                                 |  |
|  | U. D. Almería                   | 4                               |                           |                           |                              |                              |  |                    |                             |                             |  |                 |                                                                  |                                                                  |                                                                  |                                                                  |  |                         |                                                 |                                                 |  |
|  | Sevilla F. C.                   | 1                               |                           |                           |                              |                              |  |                    |                             |                             |  |                 |                                                                  |                                                                  |                                                                  |                                                                  |  |                         |                                                 |                                                 |  |
|  | Sevilla F. C.                   | 1                               |                           | U. D. Almería             | 2                            |                              |  |                    |                             |                             |  |                 |                                                                  |                                                                  |                                                                  |                                                                  |  |                         |                                                 |                                                 |  |
|  |                                 |                                 |                           | U. D. Almería             | 2                            |                              |  |                    |                             |                             |  |                 |                                                                  |                                                                  |                                                                  |                                                                  |  |                         |                                                 |                                                 |  |
|  |                                 |                                 | C. D. Leganés             | 3                         |                              |                              |  |                    |                             |                             |  |                 |                                                                  |                                                                  |                                                                  |                                                                  |  |                         |                                                 |                                                 |  |
|  | F. C. Cartagena                 | 1                               | C. D. Leganés             | 3                         |                              |                              |  |                    |                             |                             |  |                 |                                                                  |                                                                  |                                                                  |                                                                  |  |                         |                                                 |                                                 |  |
|  | F. C. Cartagena                 | 1                               |                           |                           |                              |                              |  |                    |                             |                             |  |                 |                                                                  |                                                                  |                                                                  |                                                                  |  |                         |                                                 |                                                 |  |
|  | C. D. Leganés                   | 2                               |                           |                           |                              |                              |  |                    |                             |                             |  |                 |                                                                  |                                                                  |                                                                  |                                                                  |  |                         |                                                 |                                                 |  |
|  | C. D. Leganés                   | 2                               |                           |                           |                              |                              |  | C. D. Leganés      | 2                           |                             |  |                 |                                                                  |                                                                  |                                                                  |                                                                  |  |                         |                                                 |                                                 |  |
|  |                                 |                                 |                           |                           |                              |                              |  | C. D. Leganés      | 2                           |                             |  |                 |                                                                  |                                                                  |                                                                  |                                                                  |  |                         |                                                 |                                                 |  |
|  |                                 |                                 | Real Madrid C. F.         | 3                         |                              |                              |  |                    |                             |                             |  |                 |                                                                  |                                                                  |                                                                  |                                                                  |  |                         |                                                 |                                                 |  |
|  | C. Deportiva Minera             | 0                               | Real Madrid C. F.         | 3                         |                              |                              |  |                    |                             |                             |  |                 |                                                                  |                                                                  |                                                                  |                                                                  |  |                         |                                                 |                                                 |  |
|  | C. Deportiva Minera             | 0                               |                           |                           |                              |                              |  |                    |                             |                             |  |                 |                                                                  |                                                                  |                                                                  |                                                                  |  |                         |                                                 |                                                 |  |
|  | Real Madrid C. F.               | 5                               |                           |                           |                              |                              |  |                    |                             |                             |  |                 |                                                                  |                                                                  |                                                                  |                                                                  |  |                         |                                                 |                                                 |  |
|  | Real Madrid C. F.               | 5                               |                           | Real Madrid C. F. (t. s.) | 5                            |                              |  |                    |                             |                             |  |                 |                                                                  |                                                                  |                                                                  |                                                                  |  |                         |                                                 |                                                 |  |
|  |                                 |                                 |                           | Real Madrid C. F. (t. s.) | 5                            |                              |  |                    |                             |                             |  |                 |                                                                  |                                                                  |                                                                  |                                                                  |  |                         |                                                 |                                                 |  |
|  |                                 |                                 | R. C. Celta de Vigo       | 2                         |                              |                              |  |                    |                             |                             |  |                 |                                                                  |                                                                  |                                                                  |                                                                  |  |                         |                                                 |                                                 |  |
|  | Racing de Santander             | 2                               | R. C. Celta de Vigo       | 2                         |                              |                              |  |                    |                             |                             |  |                 |                                                                  |                                                                  |                                                                  |                                                                  |  |                         |                                                 |                                                 |  |
|  | Racing de Santander             | 2                               |                           |                           |                              |                              |  |                    |                             |                             |  |                 |                                                                  |                                                                  |                                                                  |                                                                  |  |                         |                                                 |                                                 |  |
|  | R. C. Celta de Vigo             | 3                               |                           |                           |                              |                              |  |                    |                             |                             |  |                 |                                                                  |                                                                  |                                                                  |                                                                  |  |                         |                                                 |                                                 |  |
|  | R. C. Celta de Vigo             | 3                               |                           |                           |                              |                              |  |                    |                             |                             |  |                 |                                                                  |                                                                  |                                                                  |                                                                  |  |                         |                                                 |                                                 |  |
|  |                                 |                                 |                           |                           |                              |                              |  |                    |                             |                             |  |                 |                                                                  |                                                                  |                                                                  |                                                                  |  |                         |                                                 |                                                 |  |

### Dieciseisavos de final
Participaron en esta ronda un total de 32 equipos, de los cuales 28 procedieron de la segunda ronda eliminatoria y los cuatro restantes debutaron en esta ronda gracias a su condición de participantes en la Supercopa de España: el Real Madrid C. F., el R. C. D. Mallorca, el F. C. Barcelona y el Athletic Club. El sorteo tuvo lugar el 9 de diciembre de 2024. Se jugaron un total de 16 eliminatorias a partido único entre los días 3 y 7 de enero de 2025. Los ganadores se clasificaron para la ronda de octavos de final.
| Local                 | Resultado    | Visitante             |
| --------------------- | ------------ | --------------------- |
| Racing Club de Ferrol | 1–3          | Rayo Vallecano        |
| Granada C. F.         | 0–1 (t. s.)  | Getafe C. F.          |
| Pontevedra C. F.      | 3–0          | R. C. D. Mallorca     |
| S. D. Huesca          | 0–1          | Real Betis Balompié   |
| C. D. Tenerife        | 1–2          | C. A. Osasuna         |
| U. D. Almería         | 4–1          | Sevilla F. C.         |
| U. D. Barbastro       | 0–4          | F. C. Barcelona       |
| Marbella F. C.        | 0–1          | Atlético de Madrid    |
| U. D. Logroñés        | 0–0 (3:4 p.) | Athletic Club         |
| Ourense C. F.         | 3–2          | Real Valladolid C. F. |
| Elche C. F.           | 4–0          | U. D. Las Palmas      |
| F. C. Cartagena       | 1–2          | C. D. Leganés         |
| S. D. Ponferradina    | 0–2          | Real Sociedad         |
| Racing de Santander   | 2–3          | R. C. Celta de Vigo   |
| C. Deportiva Minera   | 0–5          | Real Madrid C. F.     |
| C. D. Eldense         | 0–2          | Valencia C. F.        |

### Octavos de final
Participaron en esta ronda un total de 16 equipos procedentes de la ronda de dieciseisavos de final. El sorteo tuvo lugar el 8 de enero de 2025. Se jugaron un total de 8 eliminatorias a partido único los días 14, 15 y 16 de enero de 2025. Los ganadores se clasificaron para la ronda de cuartos de final.
| Local             | Resultado   | Visitante           |
| ----------------- | ----------- | ------------------- |
| Ourense C. F.     | 0–2         | Valencia C. F.      |
| U. D. Almería     | 2–3         | C. D. Leganés       |
| Pontevedra C. F.  | 0–1         | Getafe C. F.        |
| F. C. Barcelona   | 5–1         | Real Betis Balompié |
| Elche C. F.       | 0–4         | Atlético de Madrid  |
| Real Sociedad     | 3–1         | Rayo Vallecano      |
| Athletic Club     | 2–3         | C. A. Osasuna       |
| Real Madrid C. F. | 5–2 (t. s.) | R. C. Celta de Vigo |

### Cuartos de final
Participaron en esta ronda un total de 8 equipos procedentes de la ronda de octavos de final. El sorteo tuvo lugar el 20 de enero de 2025. Se jugaron un total de 4 eliminatorias a partido único los días 4, 5 y 6 de febrero de 2025. Esta fue la última ronda clasificatoria que se disputó a partido único. Los ganadores se clasificaron para la ronda de semifinales.
| Local              | Resultado | Visitante         |
| ------------------ | --------- | ----------------- |
| Atlético de Madrid | 5–0       | Getafe C. F.      |
| C. D. Leganés      | 2–3       | Real Madrid C. F. |
| Real Sociedad      | 2–0       | C. A. Osasuna     |
| Valencia C. F.     | 0–5       | F. C. Barcelona   |

### Semifinales
Participaron en esta ronda los 4 equipos ganadores de la ronda de cuartos de final. El sorteo tuvo lugar el 12 de febrero de 2025. Esta es la única ronda clasificatoria de la competición que se jugó a doble partido, cuyos encuentros de ida se disputaron los días 25 y 26 de febrero de 2025 y los encuentros de vuelta los días 1 y 2 de abril de 2025. Los dos equipos ganadores se clasificaron para la final de la Copa del Rey y a las semifinales de la Supercopa de España 2026.
| Equipo 1        | Agr.        | Equipo 2           | Ida | Vuelta |
| --------------- | ----------- | ------------------ | --- | ------ |
| F. C. Barcelona | 5–4         | Atlético de Madrid | 4–4 | 0–1    |
| Real Sociedad   | 4–5 (t. s.) | Real Madrid C. F.  | 0–1 | 4–4    |

### Final
La final la disputan el F. C. Barcelona y el Real Madrid C. F. como equipos vencedores de la ronda de semifinales. El partido se jugó el 26 de abril de 2025 en el Estadio La Cartuja de Sevilla. 
| 25    | POR   | Wojciech Szczęsny |      |
| 23    | DEF   | Jules Koundé      |      |
| 2     | DEF   | Pau Cubarsí       |      |
| 5     | DEF   | Íñigo Martínez    |      |
| 35    | DEF   | Gerard Martín     | 85'  |
| 8     | MED   | Pedri             | 98'  |
| 21    | MED   | Frenkie de Jong   | 85'  |
| 20    | MED   | Dani Olmo         | 65'  |
| 19    | DEL   | Lamine Yamal      |      |
| 7     | DEL   | Ferran Torres     | 115' |
| 11    | DEL   | Raphinha          |      |
| D. T. | D. T. | Hansi Flick       |      |

| 1     | POR   | Thibaut Courtois    |      |
| 17    | DEF   | Lucas Vázquez       | 55'  |
| 35    | DEF   | Raúl Asencio        |      |
| 22    | DEF   | Antonio Rüdiger     | 111' |
| 23    | DEF   | Ferland Mendy       | 11'  |
| 14    | MED   | Aurélien Tchouaméni |      |
| 8     | MED   | Federico Valverde   |      |
| 19    | MED   | Dani Ceballos       | 55'  |
| 5     | MED   | Jude Bellingham     |      |
| 11    | DEL   | Rodrygo             | 45'  |
| 7     | DEL   | Vinícius Júnior     | 89'  |
| D. T. | D. T. | Carlo Ancelotti     |      |

| 16 | MED | Fermín López  | 65'  |
| 4  | DEF | Ronald Araújo | 85'  |
| 6  | MED | Gavi          | 85'  |
| 24 | DEF | Eric García   | 98'  |
| 18 | DEL | Pau Víctor    | 115' |

| 20 | DEF | Fran García   | 11'  |
| 9  | DEL | Kylian Mbappé | 45'  |
| 10 | MED | Luka Modrić   | 55'  |
| 15 | MED | Arda Güler    | 55'  |
| 21 | DEL | Brahim Díaz   | 88'  |
| 16 | DEL | Endrick       | 111' |

| 28' · 84' · 116' | Pedri Ferran Torres Jules Koundé | 1:0 2:2 3:2 |

| 70' · 77' | Kylian Mbappé Aurélien Tchouaméni | 1:1 1:2 |

| 37' · 68' · 90+4' · 90+10' | Gerard Martín Frenkie de Jong Fermín López Raphinha |

| 26' · 31' · 90+1' · 107' | Carlo Ancelotti Aurélien Tchouaméni Luka Modrić Jude Bellingham |

| 120+3' · 120+3' · 120+4' | Antonio Rüdiger Lucas Vázquez Jude Bellingham |

| Principal  | De Burgos Bengoetxea                 |
| Asistentes | De Francisco Grijalba                |
|            | Pérez De Mendiola González De Durana |
| Cuarto     | Busquets Ferrer                      |
| Quinto     | Rodríguez Moreno                     |

| VAR            | González Fuertes       |
| Asistentes VAR | Prieto López de Cerain |
|                | Hernández Maeso        |

|                    |     |     |
| Tiros              | 22  | 15  |
| Tiros a puerta     | 9   | 7   |
| Faltas             | 23  | 11  |
| Saques de esquina  | 8   | 7   |
| Fueras de juego    | 2   | 7   |
| Posesión del balón | 59% | 41% |

| Alineación inicial |

| 25    | POR   | Wojciech Szczęsny |      |
| 23    | DEF   | Jules Koundé      |      |
| 2     | DEF   | Pau Cubarsí       |      |
| 5     | DEF   | Íñigo Martínez    |      |
| 35    | DEF   | Gerard Martín     | 85'  |
| 8     | MED   | Pedri             | 98'  |
| 21    | MED   | Frenkie de Jong   | 85'  |
| 20    | MED   | Dani Olmo         | 65'  |
| 19    | DEL   | Lamine Yamal      |      |
| 7     | DEL   | Ferran Torres     | 115' |
| 11    | DEL   | Raphinha          |      |
| D. T. | D. T. | Hansi Flick       |      |

| 1     | POR   | Thibaut Courtois    |      |
| 17    | DEF   | Lucas Vázquez       | 55'  |
| 35    | DEF   | Raúl Asencio        |      |
| 22    | DEF   | Antonio Rüdiger     | 111' |
| 23    | DEF   | Ferland Mendy       | 11'  |
| 14    | MED   | Aurélien Tchouaméni |      |
| 8     | MED   | Federico Valverde   |      |
| 19    | MED   | Dani Ceballos       | 55'  |
| 5     | MED   | Jude Bellingham     |      |
| 11    | DEL   | Rodrygo             | 45'  |
| 7     | DEL   | Vinícius Júnior     | 89'  |
| D. T. | D. T. | Carlo Ancelotti     |      |

| 16 | MED | Fermín López  | 65'  |
| 4  | DEF | Ronald Araújo | 85'  |
| 6  | MED | Gavi          | 85'  |
| 24 | DEF | Eric García   | 98'  |
| 18 | DEL | Pau Víctor    | 115' |

| 20 | DEF | Fran García   | 11'  |
| 9  | DEL | Kylian Mbappé | 45'  |
| 10 | MED | Luka Modrić   | 55'  |
| 15 | MED | Arda Güler    | 55'  |
| 21 | DEL | Brahim Díaz   | 88'  |
| 16 | DEL | Endrick       | 111' |

| 28' · 84' · 116' | Pedri Ferran Torres Jules Koundé | 1:0 2:2 3:2 |

| 70' · 77' | Kylian Mbappé Aurélien Tchouaméni | 1:1 1:2 |

| 37' · 68' · 90+4' · 90+10' | Gerard Martín Frenkie de Jong Fermín López Raphinha |

| 26' · 31' · 90+1' · 107' | Carlo Ancelotti Aurélien Tchouaméni Luka Modrić Jude Bellingham |

| 120+3' · 120+3' · 120+4' | Antonio Rüdiger Lucas Vázquez Jude Bellingham |

| Principal  | De Burgos Bengoetxea                 |
| Asistentes | De Francisco Grijalba                |
|            | Pérez De Mendiola González De Durana |
| Cuarto     | Busquets Ferrer                      |
| Quinto     | Rodríguez Moreno                     |

| VAR            | González Fuertes       |
| Asistentes VAR | Prieto López de Cerain |
|                | Hernández Maeso        |

|                    |     |     |
| Tiros              | 22  | 15  |
| Tiros a puerta     | 9   | 7   |
| Faltas             | 23  | 11  |
| Saques de esquina  | 8   | 7   |
| Fueras de juego    | 2   | 7   |
| Posesión del balón | 59% | 41% |

| Alineación inicial |

| 25    | POR   | Wojciech Szczęsny |      |
| 23    | DEF   | Jules Koundé      |      |
| 2     | DEF   | Pau Cubarsí       |      |
| 5     | DEF   | Íñigo Martínez    |      |
| 35    | DEF   | Gerard Martín     | 85'  |
| 8     | MED   | Pedri             | 98'  |
| 21    | MED   | Frenkie de Jong   | 85'  |
| 20    | MED   | Dani Olmo         | 65'  |
| 19    | DEL   | Lamine Yamal      |      |
| 7     | DEL   | Ferran Torres     | 115' |
| 11    | DEL   | Raphinha          |      |
| D. T. | D. T. | Hansi Flick       |      |

| 1     | POR   | Thibaut Courtois    |      |
| 17    | DEF   | Lucas Vázquez       | 55'  |
| 35    | DEF   | Raúl Asencio        |      |
| 22    | DEF   | Antonio Rüdiger     | 111' |
| 23    | DEF   | Ferland Mendy       | 11'  |
| 14    | MED   | Aurélien Tchouaméni |      |
| 8     | MED   | Federico Valverde   |      |
| 19    | MED   | Dani Ceballos       | 55'  |
| 5     | MED   | Jude Bellingham     |      |
| 11    | DEL   | Rodrygo             | 45'  |
| 7     | DEL   | Vinícius Júnior     | 89'  |
| D. T. | D. T. | Carlo Ancelotti     |      |

| 16 | MED | Fermín López  | 65'  |
| 4  | DEF | Ronald Araújo | 85'  |
| 6  | MED | Gavi          | 85'  |
| 24 | DEF | Eric García   | 98'  |
| 18 | DEL | Pau Víctor    | 115' |

| 20 | DEF | Fran García   | 11'  |
| 9  | DEL | Kylian Mbappé | 45'  |
| 10 | MED | Luka Modrić   | 55'  |
| 15 | MED | Arda Güler    | 55'  |
| 21 | DEL | Brahim Díaz   | 88'  |
| 16 | DEL | Endrick       | 111' |

| 28' · 84' · 116' | Pedri Ferran Torres Jules Koundé | 1:0 2:2 3:2 |

| 70' · 77' | Kylian Mbappé Aurélien Tchouaméni | 1:1 1:2 |

| 37' · 68' · 90+4' · 90+10' | Gerard Martín Frenkie de Jong Fermín López Raphinha |

| 26' · 31' · 90+1' · 107' | Carlo Ancelotti Aurélien Tchouaméni Luka Modrić Jude Bellingham |

| 120+3' · 120+3' · 120+4' | Antonio Rüdiger Lucas Vázquez Jude Bellingham |

| Principal  | De Burgos Bengoetxea                 |
| Asistentes | De Francisco Grijalba                |
|            | Pérez De Mendiola González De Durana |
| Cuarto     | Busquets Ferrer                      |
| Quinto     | Rodríguez Moreno                     |

| VAR            | González Fuertes       |
| Asistentes VAR | Prieto López de Cerain |
|                | Hernández Maeso        |

|                    |     |     |
| Tiros              | 22  | 15  |
| Tiros a puerta     | 9   | 7   |
| Faltas             | 23  | 11  |
| Saques de esquina  | 8   | 7   |
| Fueras de juego    | 2   | 7   |
| Posesión del balón | 59% | 41% |

| Alineación inicial |

| 25    | POR   | Wojciech Szczęsny |      |
| 23    | DEF   | Jules Koundé      |      |
| 2     | DEF   | Pau Cubarsí       |      |
| 5     | DEF   | Íñigo Martínez    |      |
| 35    | DEF   | Gerard Martín     | 85'  |
| 8     | MED   | Pedri             | 98'  |
| 21    | MED   | Frenkie de Jong   | 85'  |
| 20    | MED   | Dani Olmo         | 65'  |
| 19    | DEL   | Lamine Yamal      |      |
| 7     | DEL   | Ferran Torres     | 115' |
| 11    | DEL   | Raphinha          |      |
| D. T. | D. T. | Hansi Flick       |      |

| 1     | POR   | Thibaut Courtois    |      |
| 17    | DEF   | Lucas Vázquez       | 55'  |
| 35    | DEF   | Raúl Asencio        |      |
| 22    | DEF   | Antonio Rüdiger     | 111' |
| 23    | DEF   | Ferland Mendy       | 11'  |
| 14    | MED   | Aurélien Tchouaméni |      |
| 8     | MED   | Federico Valverde   |      |
| 19    | MED   | Dani Ceballos       | 55'  |
| 5     | MED   | Jude Bellingham     |      |
| 11    | DEL   | Rodrygo             | 45'  |
| 7     | DEL   | Vinícius Júnior     | 89'  |
| D. T. | D. T. | Carlo Ancelotti     |      |

| 16 | MED | Fermín López  | 65'  |
| 4  | DEF | Ronald Araújo | 85'  |
| 6  | MED | Gavi          | 85'  |
| 24 | DEF | Eric García   | 98'  |
| 18 | DEL | Pau Víctor    | 115' |

| 20 | DEF | Fran García   | 11'  |
| 9  | DEL | Kylian Mbappé | 45'  |
| 10 | MED | Luka Modrić   | 55'  |
| 15 | MED | Arda Güler    | 55'  |
| 21 | DEL | Brahim Díaz   | 88'  |
| 16 | DEL | Endrick       | 111' |

| 28' · 84' · 116' | Pedri Ferran Torres Jules Koundé | 1:0 2:2 3:2 |

| 70' · 77' | Kylian Mbappé Aurélien Tchouaméni | 1:1 1:2 |

| 37' · 68' · 90+4' · 90+10' | Gerard Martín Frenkie de Jong Fermín López Raphinha |

| 26' · 31' · 90+1' · 107' | Carlo Ancelotti Aurélien Tchouaméni Luka Modrić Jude Bellingham |

| 120+3' · 120+3' · 120+4' | Antonio Rüdiger Lucas Vázquez Jude Bellingham |

| Principal  | De Burgos Bengoetxea                 |
| Asistentes | De Francisco Grijalba                |
|            | Pérez De Mendiola González De Durana |
| Cuarto     | Busquets Ferrer                      |
| Quinto     | Rodríguez Moreno                     |

| VAR            | González Fuertes       |
| Asistentes VAR | Prieto López de Cerain |
|                | Hernández Maeso        |

|                    |     |     |
| Tiros              | 22  | 15  |
| Tiros a puerta     | 9   | 7   |
| Faltas             | 23  | 11  |
| Saques de esquina  | 8   | 7   |
| Fueras de juego    | 2   | 7   |
| Posesión del balón | 59% | 41% |

| Alineación inicial |

|                         |
| Bandera de Cataluña     |
| Campeón F. C. Barcelona |
| 32° título              |

## Estadísticas

### Máximos goleadores
| Pos. | Jugador           | Goles | Asist. | Part. | Pen. | Prom. | Club               |
| ---- | ----------------- | ----- | ------ | ----- | ---- | ----- | ------------------ |
| 1    | Ferrán Torres     | 6     | 0      | 5     | 0    | 1.25  | F. C. Barcelona    |
| 2    | Julián Álvarez    | 5     | 2      | 7     | 1    | 0.71  | Atlético de Madrid |
| 3    | Endrick           | 5     | 0      | 5     | 0    | 1     | Real Madrid C. F.  |
| 4    | Ander Barrenetxea | 4     | 2      | 7     | 0    | 0.57  | Real Sociedad      |
| 5    | Andrés Barrera    | 4     | 0      | 3     | 2    | 1.3   | U. D. Barbastro    |
| 6    | Jaime Mata        | 4     | 0      | 3     | 0    | 1.3   | U. D. Las Palmas   |
| 7    | Mikel Oyarzabal   | 4     | 4      | 6     | 0    | 0.66  | Real Sociedad      |
| 8    | Alexander Sørloth | 4     | 0      | 7     | 1    | 0.57  | Atlético de Madrid |
| 9    | Luis Suárez       | 4     | 0      | 2     | 1    | 2     | U. D. Almería      |

En caso de igualdad en cuanto a número de goles, se utilizan los siguientes criterios de desempate:
- El jugador que ha dado un mayor número de asistencias.
- El jugador que ha anotado menos goles de penalti.
- El jugador que tiene un mayor promedio de goles por partido.
- El jugador que ha recibido menos tarjetas rojas.
- El jugador que ha recibido menos tarjetas amarillas.